# Grüne Liste Umweltschutz
Die Grüne Liste Umweltschutz (GLU) war neben der Grünen Liste Schleswig-Holstein (GLSH), der Grünen Aktion Zukunft (GAZ) und der Aktionsgemeinschaft Unabhängiger Deutscher (AUD) eine der vier Gründungsorganisationen, aus denen 1980 die Partei Die Grünen entstand. Zu den Hauptinitiatoren der GLU gehörten Carl Beddermann, der vorher bereits eine Umweltschutzpartei Niedersachsen (USP) gegründet hatte, und Georg Otto, der später zum Landesvorsitzenden in Niedersachsen gewählt wurde. Zeitweise bestand eine Konkurrenz zwischen GLU und USP.

## Geschichte
Am 23. Oktober 1977 trat die am 1. September gegründete GLU erstmals bei Kommunalwahlen in Niedersachsen an und erhielt mit 1,2 % einen Sitz im Kreistag des Landkreises Hildesheim, während die „Wählergemeinschaft Atomkraft – Nein Danke“ (WGA) mit 2,3 % ebenfalls ein Mandat im Kreistag des Landkreises Hameln-Pyrmont erringen konnte. Daraufhin wurde am 16. November 1977 die GLU auf Landesebene gegründet. Sie hatte zu Beginn etwa 400 Mitglieder in zwölf Kreisverbänden.
Die GLU war von Anfang an als Vorläufer eines Landesverbandes einer bundesweiten Partei angelegt.
Bei der Landtagswahl in Niedersachsen 1978 trat sie mit dem Spitzenkandidaten Martin Mombaur aus Gorleben an, das symbolisch für die Anti-Atomkraft-Bewegung stand. Sie erzielte 3,86 % und wurde damit auf Anhieb zur viertstärksten Partei. Bald nach der Wahl verließ Beddermann die Partei wieder.
Bei der am selben Tag stattfindenden Bürgerschaftswahl in Hamburg 1978 konkurrierten die mit Protagonisten des Kommunistischen Bundes (KB) besetzte „Bunte Liste – Wehrt euch“ und die Hamburger GLU. Spitzenkandidaten der Bunten Liste waren Holger Strohm, ehemals SPD-Mitglied, und Rainer Trampert, ein gewerkschaftlich organisierter KB-Aktivist und später Bundesvorstandssprecher der Partei Die Grünen. Die Bunte Liste ging auf einen Beschluss der Delegiertenkonferenz der hamburgischen Anti-AKW-Initiativen am 21. Oktober 1977 zurück und bezog auch andere außerparlamentarische Gruppen, etwa Fraueninitiativen, kritische Gewerkschafter und Mieterinitiativen ein. Die GLU erzielte 1,1 Prozent und die Bunte Liste 3,5 Prozent. Sie war nach der Wahl mit Christina Kukielka und Ilona Kiene in der Bezirksversammlung Eimsbüttel vertreten.
In anderen Bundesländern existierten bald lokal und regional weitere Initiativen, die später ganz überwiegend in der Partei Die Grünen aufgingen. Im Januar 1981 löste sich die GLU Niedersachsen nach einer Urabstimmung in die grüne Bundespartei auf. Bekanntester ehemaliger GLU-Politiker in der Bundespartei wurde Helmut Lippelt. Die GLU Hamburg ging dagegen in der Ökologisch-Demokratischen Partei auf.

## Einzelbelege
1. ↑  Grüne Niedersachsen: Geschichte der Niedersächsischen Grünen.
2. ↑  Makoto Nishida: Strömungen in den Grünen (1980–2003), Münster 2005, S. 34.
3. ↑  Martin Mombaur: Im Parlament und auf der Straße - Die Doppelstrategie der grünen Niedersachsen. In: Jörg R. Mettke (Hrsg.): Die Grünen. Regierungspartner von morgen? SPIEGEL-Buch, Rowohlt, Reinbek bei Hamburg 1983, ISBN 3-499-33027-X, S. 135 ff.
4. ↑  Satzung der Ökologisch-Demokratischen Partei (Bundessatzung). (Seite nicht mehr abrufbar, festgestellt im Juni 2025. Suche in Webarchiven)  Info: Der Link wurde automatisch als defekt markiert. Bitte prüfe den Link gemäß Anleitung und entferne dann diesen Hinweis. Stand: 18. September 2020 (PDF S. 8, § 29.1; 133 kB)